# Carl Koch (politiker)
 Der er flere personer med dette navn, se Carl Koch.
Carl Johan Koch (ved dåben: Johann Carl) (19. februar 1819 på Frijsenborg – 6. marts 1885 i København) var en dansk godsejer (i samtiden kaldt proprietær) og politiker.
Han var søn af gartner Georg Heinrich Koch, blev 1837 student fra Aarhus Katedralskole og i 1843 juridisk kandidat. Han var dernæst forpagter af hovedgården Trudsholm ved Mariager, som faderen havde købt 1844, og som han arvede 1871 og solgte 1879.
Carl Koch var 1856-58 og 1868-73 formand for Kastbjerg Sogneråd, 1859 og 1865 medlem af Randers Amtsråd og 1863-81 landvæsenskommissær.
Han var folketingsmand for Randers Amts 1. valgkreds (Mariagerkredsen) fra 25. april 1876 til 3. januar 1879. Han tilhørte Højre. Han blev valgt med folketingsvalget 1876 i konkurrence med kredsens tidligere repræsentant, lærer Jacob Jensen fra Sal, samt endnu en venstremand, kredsens senere folketingsmand, gårdejer Niels Erikstrup. Koch vandt med 659 stemmer mod henholdsvis 381 og 545, men stillede ikke op ved valget i 1879.
Han blev gift 16. oktober 1844 i Vor Frue Kirke med Oline Rasmine Møller (11. marts 1822 i København – 26. Jan. 1886 sammesteds), datter af barber Joachim Gotsche Møller og Johanne Marie Bagge.
Han er begravet på Kastbjerg Kirkegård.